# Inga chrysantha
Inga chrysantha är en ärtväxtart som beskrevs av Adolpho Ducke. Inga chrysantha ingår i släktet Inga och familjen ärtväxter. Inga underarter finns listade i Catalogue of Life.